# Nguyễn Quốc Trị (Quảng Bình)
Nguyễn Quốc Trị (sinh ngày 13 tháng 12 năm 1954) là một sĩ quan quân đội Nhân dân Việt Nam và là chính trị gia người Việt Nam. Ông từng là đại biểu quốc hội Việt Nam khóa 12 nhiệm kì 2007-2011, thuộc đoàn đại biểu quốc hội tỉnh Quảng Bình, nguyên Uỷ viên UBND tỉnh, Chỉ huy trưởng Bộ Chỉ huy Quân sự tỉnh Quảng Bình, Ủy viên Ban thường vụ tỉnh ủy Quảng Bình.

## Xuất thân
Ông quê quán ở xã Quảng Phương, huyện Quảng Trạch, tỉnh Quảng Bình.

## Giáo dục
- Trình độ chuyên môn: Đại học Quân sự, Chỉ huy tham mưu
- Cao cấp lí luận chính trị

## Sự nghiệp
Ông gia nhập Đảng Cộng sản Việt Nam vào ngày 20/1/1974.